# Etimboué
L’Etimbooué est un des trois départements de la province de l’Ogooué-Maritime au Gabon. Sa préfecture est fixée à Omboué. Sa population est estimée à 5723 habitants en 2013.